# Lista de melhores clubes de futebol do século XX por continente
Em 2009, a Federação Internacional de História e Estatísticas do Futebol (IFFHS), uma organização reconhecida pela FIFA, publicou os resultados de um estudo estatístico que determinou o melhor clube do século XX em cada continente (IFFHS continental Clubs of the Century), de acordo com seu desempenho em torneios ao redor do mundo. O instituto não considera o desempenho do clube em diversas competições a nível nacional (com exceção da Oceania, pois existiram poucas edições de torneios internacionais organizados durante o século passado), em nível intercontinental ou mundial nem levou em conta os resultados apresentados no ranking mundial de clubes, publicado pelo Instituto pela primeira vez em 1991.
| \| Top 10 Final (1 de janeiro de 1901 - 31 de dezembro de 2000). \| Top 10 Final (1 de janeiro de 1901 - 31 de dezembro de 2000). \| Top 10 Final (1 de janeiro de 1901 - 31 de dezembro de 2000). \| Top 10 Final (1 de janeiro de 1901 - 31 de dezembro de 2000). \| \| Pos. \| Equipe \| Confederação \| Pontos \| \| 1 \| Real Madrid Club de Fútbol \| Uefa \| 563.00 \| \| 2 \| Club Atlético Peñarol \| Conmebol \| 531.00 \| \| 3 \| Juventus Football Club \| UEFA \| 466.00 \| \| 4 \| Futbol Club Barcelona \| UEFA \| 458.00 \| \| 5 \| Club Atlético Independiente \| Conmebol \| 426.50 \| \| 6 \| Club Nacional de Football \| Conmebol \| 414.00 \| \| 7 \| Club Atlético River Plate \| Conmebol \| 404.25 \| \| 8 \| Associazione Calcio Milan \| UEFA \| 399.75 \| \| 9 \| Fußball-Club Bayern München \| UEFA \| 399.00 \| \| 10 \| Football Club Internazionale Milano \| UEFA \| 362.00 \| \| ------------------------------------------------------------- \| ------------------------------------------------------------- \| ------------------------------------------------------------- \| ------------------------------------------------------------- \| \| Última atualização: 31 de dezembro de 2000 \| \| \| \| |                                     |              |        |
| Top 10 Final (1 de janeiro de 1901 - 31 de dezembro de 2000). |                                     |              |        |
| Pos. | Equipe                              | Confederação | Pontos |
| 1 | Real Madrid Club de Fútbol          | Uefa         | 563.00 |
| 2 | Club Atlético Peñarol               | Conmebol     | 531.00 |
| 3 | Juventus Football Club              | UEFA         | 466.00 |
| 4 | Futbol Club Barcelona               | UEFA         | 458.00 |
| 5 | Club Atlético Independiente         | Conmebol     | 426.50 |
| 6 | Club Nacional de Football           | Conmebol     | 414.00 |
| 7 | Club Atlético River Plate           | Conmebol     | 404.25 |
| 8 | Associazione Calcio Milan           | UEFA         | 399.75 |
| 9 | Fußball-Club Bayern München         | UEFA         | 399.00 |
| 10 | Football Club Internazionale Milano | UEFA         | 362.00 |
| Última atualização: 31 de dezembro de 2000 |                                     |              |        |

## Classificação por continentes

### Europa
Em 10 de setembro de 2009, a IFFHS publicou a lista dos melhores clubes da Europa (Europe's Club of the Century) do século XX (1901-2000).
O ranking levou em conta apenas os resultados dos clubes em diversas competições internacionais a nível continental de quartas-de-final, que tradicionalmente representam o início da fase final de todas as competições mata-mata, e/ou fase imediatamente antes das semifinais (por exemplo, a fase de grupos antes da final da UEFA Champions League de 1992 a 1994). Os IFFHS avaliou o desempenho dos clubes em duas das mais prestigiadas competições internacionais organizadas em toda a Europa antes da criação da "União das Federações Europeias de Futebol" em 1954: a Copa da Europa Central desde a sua criação, em 1927, à sua dissolução, em 1940, devido a Segunda Guerra Mundial, e da Copa Latina (1949–1957) Os resultados dos clubes na Copa de Feiras, torneio antecessor a Copa da UEFA, não foi reconhecida pela confederação de futebol europeia como evento oficial, foram avaliados, mas não a Copa Intertoto, competição organizada pela UEFA de 1995 a 2008.
O instituto utilizou os seguintes critérios:
| Competição                                                     | PA vitória | PA participação |
| -------------------------------------------------------------- | ---------- | --------------- |
| Liga dos Campeões-Champions League (1955-2000)                 | 8          | 4               |
| Fase de grupos antes da final da Liga dos Campeões (1992-1994) | 4          | 2               |
| Copa da UEFA (1971-2000)                                       | 6          | 3               |
| Taça das Taças (1960-1999)                                     | 5          | 2,50            |
| Supercopa Europeia (1973-2000)                                 | 6,50       | 3,25            |
| Copa de Feiras (1955-1971)                                     | 6          | 3               |
| Copa da Europa Central (1927-1940)                             | 4          | 2               |
| Copa Latina (1949-1957)                                        | 4          | 2               |
| PA: pontos atribuídos                                          |            |                 |

| Top 10 (período 1901-2000) |                   |            |           |       |
| Posição                    | Time              | Campeonato | Pontuação | Nível |
| 1                          | Real Madrid       | Espanha    | 563,50    | 4     |
| 2                          | Juventus          | Itália     | 466,00    | 4     |
| 3                          | Barcelona         | Espanha    | 458,00    | 4     |
| 4                          | Milan             | Itália     | 399,75    | 4     |
| 5                          | Bayern de Munique | Alemanha   | 399,00    | 4     |
| 6                          | Internazionale    | Itália     | 362,00    | 4     |
| 7                          | Ajax              | Holanda    | 332,75    | 3     |
| 8                          | Liverpool         | Inglaterra | 300,25    | 4     |
| 9                          | Benfica           | Portugal   | 299,00    | 3     |
| 10                         | Anderlecht        | Bélgica    | 231,00    | 3     |

«Classificação completa (top 200)» (em inglês)

### América do Sul
Em 17 de setembro de 2009, a IFFHS publicou a lista dos melhores clubes da América do Sul (South America's Club of the Century) do século XX (1901-2000).
O ranking levou em conta apenas os resultados dos clubes em diversas competições internacionais a nível continental de quartas-de-final, que tradicionalmente representam o início da fase final de todas as competições mata-mata, e/ou fase imediatamente antes das semifinais (por exemplo, a primeira rodada da pré-eliminatória da Copa Libertadores de 1962 a 1970), com exceção da Copa Merconorte (as semifinais). Além disso, a IFFHS não avaliou qualquer resultado que foi definido em penalidades.
O instituto utilizou os seguintes critérios:
| Competição                                                                   | PA vitória | PA participação |
| ---------------------------------------------------------------------------- | ---------- | --------------- |
| Copa Libertadores (1960-2000)                                                | 8          | 4               |
| Primeira fase / segunda fase de qualificação à Copa Libertadores (1962-1970) | 4          | 2               |
| Recopa Sul-Americana (1988-1997)                                             | 6          | 4               |
| Copa Mercosul (1998-2000)                                                    | 5          | 2,50            |
| Copa Merconorte (1998-2000)                                                  | 5          | 2,50            |
| Copa Conmebol (1992-1999)                                                    | 4          | 2               |
| Copa Master da Conmebol (1996)                                               | 4          | 2               |
| Supercopa Sul-americana (1988-1997)                                          | 6          | 4               |
| Copa Master da Supercopa (1992-1995)                                         | 4          | 2               |
| Copa Ouro Nicolás Leoz (1993-1995)                                           | 4          | 2               |
| Campeonato Sul-Americano de Campeões (1948)                                  | 6,50       | 3,25            |
| Recopa Sul-Americana de Clubes (1970-1971)                                   | 4          | 2               |
| Recopa dos Campeões Intercontinentais (1968-1969)                            | 4          | 2               |
| Copa do Atlântico de Clubes (1956)                                           | 4          | 2               |
| Copa Aldao (1916-1947)                                                       | 4          | 2               |
| PA: pontos atribuídos                                                        |            |                 |

| Top 10 (período 1901-2000) |               |            |           |       |
| Posição                    | Time          | Campeonato | Pontuação | Nível |
| 1                          | Peñarol       | Uruguai    | 531.00    | 3     |
| 2                          | Independiente | Argentina  | 426.50    | 4     |
| 3                          | Nacional      | Uruguai    | 414.00    | 3     |
| 4                          | River Plate   | Argentina  | 404.25    | 4     |
| 5                          | Olimpia       | Paraguai   | 337.00    | 3     |
| 6                          | Boca Juniors  | Argentina  | 312.00    | 4     |
| 7                          | Cruzeiro      | Brasil     | 295.50    | 4     |
| 8                          | São Paulo     | Brasil     | 242.00    | 4     |
| 9                          | América Cali  | Colômbia   | 220.00    | 3     |
| 10                         | Palmeiras     | Brasil     | 213.00    | 4     |

«Classificação completa (top 95)» (em inglês)

### África
| Top 10 (período 1901-2000) |                        |                 |           |       |
| Posição                    | Time                   | Campeonato      | Pontuação | Nível |
| 1                          | Asante Kotoko          | Gana            | 149,00    | 2     |
| 2                          | Al-Ahly                | Egito           | 131,50    | 2     |
| 3                          | El-Zamalek             | Egito           | 126,75    | 2     |
| 4                          | Canon Yaoundé          | Camarões        | 125,50    | 2     |
| 5                          | ASEC Mimosas           | Costa do Marfim | 111,50    | 2     |
| 6                          | Hearts of Oak          | Gana            | 104,00    | 2     |
| 7                          | Espérance Tunis        | Tunísia         | 98,00     | 2     |
| 8                          | Hafia                  | Guiné           | 96,00     | 2     |
| 9                          | Africa Sports National | Costa do Marfim | 88,25     | 2     |
| 10                         | Englebert              | Congo           | 77,50     | 1     |

«Classificação completa (top 130)» (em inglês)

### Ásia
| Top 10 (período 1901-2000) |                       |                |           |       |
| Posição                    | Time                  | Campeonato     | Pontuação | Nível |
| 1                          | Al-Hilal              | Arábia Saudita | 93,50     | 2     |
| 2                          | Yokohama Marinos      | Japão          | 66,25     | 2     |
| 3                          | Esteghlal             | Iran           | 56,00     | 2     |
| 4                          | Persepolis            | Iran           | 55,00     | 2     |
| 5                          | Seongnam Ilhwa Chunma | Coreia do Sul  | 51,00     | 2     |
| 6                          | Al-Nassr              | Arábia Saudita | 47,50     | 2     |
| 7                          | Pohang Steelers       | Coreia do Sul  | 45,25     | 2     |
| 8                          | Tokyo Verdy           | Japão          | 42,00     | 2     |
| 9                          | Liaoning Hongyun      | China          | 38,00     | 2     |
| 10                         | Thai Farmers Bank     | Tailândia      | 33,75     | 2     |

«Classificação completa (top 70)» (em inglês)

### América do Norte e Central
| Top 10 (período 1901-2000) |                |             |           |       |
| Posição                    | Time           | Campeonato  | Pontuação | Nível |
| 1                          | Saprissa       | Costa Rica  | 187,00    | 2     |
| 2                          | Olimpia        | Honduras    | 129,25    | 2     |
| 3                          | Comunicaciones | Guatemala   | 129,25    | 2     |
| 4                          | Municipal      | Guatemala   | 123,75    | 2     |
| 5                          | Transvaal      | Suriname    | 108,00    | 1     |
| 6                          | Alajuelense    | Costa Rica  | 98,75     | 2     |
| 7                          | Necaxa         | México      | 91,00     | 3     |
| 8                          | Cruz Azul      | México      | 87,00     | 3     |
| 9                          | Alianza        | El Salvador | 83,00     | 2     |
| 10                         | América        | México      | 81,00     | 3     |

«Classificação completa (top 70)» (em inglês)

### Oceania
| Top 10 (período 1901-2000) |                             |              |           |       |
| Posição                    | Time                        | Campeonato   | Pontuação | Nível |
| 1                          | South Melbourne             | Austrália    | 106,50    | 3     |
| 2                          | Sydney City                 | Austrália    | 53,00     | 3     |
| 3                          | Marconi Stallions           | Austrália    | 48,25     | 3     |
| 4                          | Wollongong Wolves           | Austrália    | 46,00     | 3     |
| 5                          | University-Mount Wellington | Nova Zelânda | 41,25     | 2     |
| 6                          | Melbourne Knights           | Austrália    | 39,50     | 3     |
| 7                          | Adelaide City               | Austrália    | 36,50     | 3     |
| 8                          | Napier City Rovers          | Nova Zelânda | 34,00     | 2     |
| 9                          | Tafea                       | Vanuatu      | 33,00     | 1     |
| 10                         | Sydney United               | Austrália    | 29,50     | 3     |

«Classificação completa (top 110)» (em inglês)

## Premiação
Após a publicação deste estudo estatístico, o clube espanhol Real Madrid, Peñarol do Uruguai, o clube ganês Asante Kotoko, os árabes do Al-Hilal, o Saprissa da Costa Rica e os australianos do South Melbourne foram reconhecidos - entre 10 de setembro e 13 de outubro de 2009 - pelo Instituto Internacional de Futebol História e Estatística como os "melhores clubes do século XX" de todos os continentes. Os clubes foram premiados com um troféu de ouro e um certificado durante o World Football Gala, realizado em Fulham, Londres (Inglaterra) em 11 de maio de 2010.